# Jeux africains de 1965
Navigation
Édition suivante
Les Iers Jeux africains ont été organisés par Jean-Claude Ganga à Brazzaville en République du Congo du 18 au 25 juillet 1965. 
2 500 sportifs provenant de 29 nations participent à ces Jeux. Le Soudan ne participe pas à ces Jeux, évoquant le peu de temps laissé à la préparation des athlètes, une décision fustigée par les médias du pays.
L'Afrique du Sud et la Rhodésie ne sont pas conviés à cet événement en raison de leur politique d'apartheid. 

## Sports
Dix sports sont au programme de ces Jeux africains : 
- Athlétisme
- Basket-ball
- Boxe
- Cyclisme
- Football
- Handball
- Judo
- Natation
- Tennis
- Volley-ball

## Tableau des médailles
- Nation organisatrice

| Rang  | Nation                           | Or | Argent | Bronze | Total |
| ----- | -------------------------------- | -- | ------ | ------ | ----- |
| 1     | République arabe unie            | 18 | 10     | 3      | 31    |
| 2     | Nigeria                          | 9  | 6      | 4      | 19    |
| 3     | Kenya                            | 8  | 10     | 4      | 22    |
| 4     | Sénégal                          | 6  | 4      | 7      | 17    |
| 5     | Côte d'Ivoire                    | 5  | 2      | 5      | 12    |
| 6     | Ghana                            | 2  | 4      | 6      | 12    |
| 7     | Algérie                          | 2  | 3      | 6      | 11    |
| 8     | Mali                             | 2  | 1      | 0      | 3     |
| 9     | Tunisie                          | 1  | 5      | 6      | 12    |
| 10    | Cameroun                         | 1  | 3      | 2      | 6     |
| 11    | Madagascar                       | 1  | 2      | 3      | 6     |
| 11    | République du Congo              | 1  | 2      | 2      | 5     |
| 13    | Guinée                           | 1  | 0      | 0      | 1     |
| 14    | Ouganda                          | 0  | 1      | 4      | 5     |
| 15    | Haute-Volta                      | 0  | 1      | 1      | 2     |
| 16    | République démocratique du Congo | 0  | 1      | 0      | 1     |
| 16    | Niger                            | 0  | 1      | 0      | 1     |
| 16    | Tanzanie                         | 0  | 1      | 0      | 1     |
| 19    | Gabon                            | 0  | 0      | 3      | 3     |
| 19    | Tchad                            | 0  | 0      | 3      | 3     |
| 21    | Togo                             | 0  | 0      | 2      | 2     |
| 22    | Éthiopie                         | 0  | 0      | 1      | 1     |
| 22    | Zambie                           | 0  | 0      | 1      | 1     |
| Total | Total                            | 57 | 57     | 63     | 177   |

## Commémorations
Cinq timbres commémoratifs sont édités à l'occasion de ces Jeux, montrant des coureurs cyclistes, des coureurs à pied et l'emblème des Jeux. 